# Davinson Sánchez
Davinson Sánchez Mina (Caloto, 12 de junho de 1996) é um futebolista colombiano que atua como zagueiro. Atualmente joga no Galatasaray.

## Carreira

### Atlético Nacional
No dia 2 de março de 2016, Sánchez marcou seu primeiro gol pelo Atlético Nacional em uma vitória por 3–0 sobre o Sporting Cristal, do Peru, válida pela Copa Libertadores da América. Titular nos dois jogos da final, o zagueiro conquistou a competição sul-americana no dia 27 de julho, após o Nacional vencer o Independiente del Valle por 1–0 no Estádio Atanasio Girardot.

### Ajax
Em junho de 2016, antes do título da Libertadores, Davinson Sánchez foi contratado pelo Ajax por 5 milhões de euros. Realizou sua estreia no dia 13 de agosto, num empate por 2–2 contra o Roda JC, em jogo válido pela Eredivisie.

### Tottenham
Por 42 milhões de euros, teve a sua contratação oficializada pelo Tottenham no dia 18 de agosto de 2017, assinando contrato até junho de 2023.
O colombiano perdeu espaço na equipe na temporada 2022–23, e atuou em 24 partidas (apenas 12 delas como titular). Por conta das poucas oportunidades, deixou o clube inglês rumo ao futebol turco. No total em sua passagem pelos Spurs, Sánchez atuou em 207 partidas e marcou cinco gols.

### Galatasaray
O Galatasaray confirmou a sua chegada no dia 4 de setembro de 2023, com o defensor tendo custado 9,5 milhões de euros. Sánchez assinou contrato por quatro temporadas, com opção de renovação por mais uma.

## Estatísticas
Atualizadas até 10 de dezembro de 2020

### Clubes
| Equipe            | Temporada         | Campeonato nacional | Campeonato nacional | Copa nacional | Copa nacional | Competições continentais | Competições continentais | Total | Total |
| Equipe            | Temporada         | Jogos               | Gols                | Jogos         | Gols          | Jogos                    | Gols                     | Jogos | Gols  |
| ----------------- | ----------------- | ------------------- | ------------------- | ------------- | ------------- | ------------------------ | ------------------------ | ----- | ----- |
| Atlético Nacional | 2013              | 3                   | 0                   | –             | –             | –                        | –                        | 3     | 0     |
| Atlético Nacional | 2014              | 2                   | 0                   | 2             | 0             | –                        | –                        | 4     | 0     |
| Atlético Nacional | 2015              | 7                   | 0                   | 1             | 0             | –                        | –                        | 8     | 0     |
| Atlético Nacional | 2016              | 14                  | 0                   | 2             | 0             | 14                       | 1                        | 30    | 1     |
| Atlético Nacional | Total             | 26                  | 0                   | 5             | 0             | 14                       | 1                        | 45    | 1     |
| Ajax              | 2016–17           | 32                  | 6                   | –             | –             | 13                       | 0                        | 45    | 6     |
| Ajax              | 2017–18           | 0                   | 0                   | –             | –             | 2                        | 1                        | 2     | 1     |
| Ajax              | Total             | 32                  | 6                   | –             | –             | 15                       | 1                        | 47    | 7     |
| Ajax II           | 2016–17           | 1                   | 0                   | –             | –             | –                        | –                        | 1     | 0     |
| Ajax II           | Total             | 1                   | 0                   | –             | –             | –                        | –                        | 1     | 0     |
| Tottenham         | 2017–18           | 31                  | 0                   | 2             | 0             | 8                        | 0                        | 41    | 0     |
| Tottenham         | 2018–19           | 23                  | 1                   | 6             | 0             | 8                        | 0                        | 37    | 1     |
| Tottenham         | 2019–20           | 29                  | 0                   | 5             | 0             | 5                        | 0                        | 39    | 0     |
| Tottenham         | 2020–21           | 4                   | 0                   | 0             | 0             | 8                        | 0                        | 12    | 0     |
| Tottenham         | Total             | 87                  | 1                   | 13            | 0             | 29                       | 0                        | 129   | 1     |
| Total na carreira | Total na carreira | 146                 | 7                   | 18            | 0             | 58                       | 2                        | 222   | 9     |

### Seleção Colombiana
Expanda a caixa de informações para conferir todos os jogos pela sua Seleção
Sub-17
|    | Data                | Local                                            | Resultado | Adversário | Gol(s) | Competição                |
| -- | ------------------- | ------------------------------------------------ | --------- | ---------- | ------ | ------------------------- |
| 1. | 2 de abril de 2013  | Estádio Provincial Juan Gilberto Funes, San Luis | 1–1       | Paraguai   | 0      | Sul-Americano Sub-17 2013 |
| 2. | 10 de abril de 2013 | Estádio Provincial Juan Gilberto Funes, San Luis | 2–3       | Argentina  | 0      | Sul-Americano Sub-17 2013 |

Sub-20
|     | Data                   | Local                                                | Resultado | Adversário     | Gol(s) | Competição                                |
| --- | ---------------------- | ---------------------------------------------------- | --------- | -------------- | ------ | ----------------------------------------- |
| 1.  | 24 de maio de 2014     | Stade Perruc, Hyères                                 | 1–2       | Brasil         | 0      | Torneio de Toulon 2014                    |
| 2.  | 8 de outubro de 2014   |                                                      | 1–1       | Chile          | 0      | Torneio 4 Naciones 2014                   |
| 3.  | 10 de outubro de 2014  |                                                      | 5–0       | México         | 0      | Torneio 4 Naciones 2014                   |
| 4.  | 12 de outubro de 2014  |                                                      | 2–0       | Uruguai        | 1      | Torneio 4 Naciones 2014                   |
| 5.  | 22 de outubro de 2014  | Estádio Metropolitano Roberto Meléndez, Barranquilla | 2–1       | Honduras       | 0      | Copa 90 Años Liga de Fútbol del Atlántico |
| 6.  | 24 de outubro de 2014  | Estádio Metropolitano Roberto Meléndez, Barranquilla | 2–1       | Peru           | 0      | Copa 90 Años Liga de Fútbol del Atlántico |
| 7.  | 15 de janeiro de 2015  | Estádio Domingo Burgueño, Maldonado                  | 0–1       | Uruguai        | 0      | Sul-Americano Sub-20 2015                 |
| 8.  | 19 de janeiro de 2015  | Estádio Domingo Burgueño, Maldonado                  | 3–0       | Chile          | 0      | Sul-Americano Sub-20 2015                 |
| 9.  | 21 de janeiro de 2015  | Estádio Domingo Burgueño, Maldonado                  | 1–0       | Venezuela      | 0      | Sul-Americano Sub-20 2015                 |
| 10. | 26 de janeiro de 2015  | Estádio Centenário, Montevidéu                       | 0–0       | Paraguai       | 0      | Sul-Americano Sub-20 2015                 |
| 11. | 29 de janeiro de 2015  | Estádio Gran Parque Central, Montevidéu              | 1–1       | Argentina      | 0      | Sul-Americano Sub-20 2015                 |
| 12. | 1 de fevereiro de 2015 | Estádio Gran Parque Central, Montevidéu              | 3–1       | Peru           | 0      | Sul-Americano Sub-20 2015                 |
| 13. | 4 de fevereiro de 2015 | Estádio Centenário, Montevidéu                       | 0–0       | Uruguai        | 0      | Sul-Americano Sub-20 2015                 |
| 14. | 7 de fevereiro de 2015 | Estádio Centenário, Montevidéu                       | 3–0       | Brasil         | 0      | Sul-Americano Sub-20 2015                 |
| 15. | 31 de maio de 2015     | Waikato Stadium, Hamilton                            | 1–0       | Catar          | 0      | Copa do Mundo Sub-20 2015                 |
| 16. | 3 de junho de 2015     | Waikato Stadium, Hamilton                            | 1–1       | Senegal        | 0      | Copa do Mundo Sub-20 2015                 |
| 17. | 6 de junho de 2015     | Otago Stadium, Dunedin                               | 1–3       | Portugal       | 0      | Copa do Mundo Sub-20 2015                 |
| 18. | 10 de junho de 2015    | Wellington Regional Stadium, Wellington              | 0–1       | Estados Unidos | 0      | Copa do Mundo Sub-20 2015                 |

Sub-23
|    | Data                | Local                                                | Resultado | Adversário     | Gol(s) | Competição                 |
| -- | ------------------- | ---------------------------------------------------- | --------- | -------------- | ------ | -------------------------- |
| 1. | 25 de março de 2016 | Estádio Metropolitano Roberto Meléndez, Barranquilla | 1–1       | Estados Unidos | 0      | Repescagem Jogos Olímpicos |
| 2. | 29 de março de 2016 | Toyota Stadium, Frisco                               | 2–1       | Estados Unidos | 0      | Repescagem Jogos Olímpicos |

Principal
|     | Data                   | Local                                    | Resultado   | Adversário     | Gol(s) | Competição               |
| --- | ---------------------- | ---------------------------------------- | ----------- | -------------- | ------ | ------------------------ |
| 1.  | 15 de novembro de 2016 | Estádio del Bicentenario, San Juan       | 0–3         | Argentina      | 0      | Elim. Copa do Mundo 2018 |
| 2.  | 7 de junho de 2017     | Estadio Nueva Condomina, Múrcia          | 2–2         | Espanha        | 0      | Amistoso                 |
| 3.  | 5 de setembro de 2017  | Estádio Metropolitano, Barranquilla      | 1–1         | Brasil         | 0      | Elim. Copa do Mundo 2018 |
| 4.  | 5 de outubro de 2017   | Estádio Metropolitano, Barranquilla      | 1–2         | Paraguai       | 0      | Elim. Copa do Mundo 2018 |
| 5.  | 10 de outubro de 2017  | Estádio Nacional do Peru, Lima           | 1–1         | Peru           | 0      | Elim. Copa do Mundo 2018 |
| 6.  | 10 de novembro de 2017 | Suwon World Cup Stadium, Suwon           | 1–2         | Coreia do Sul  | 0      | Amistoso                 |
| 7.  | 14 de novembro de 2017 | Centro Esportivo Chongqing, Chongqing    | 4–0         | China          | 0      | Amistoso                 |
| 8.  | 23 de março de 2018    | Stade de France, Paris                   | 3–2         | França         | 0      | Amistoso                 |
| 9.  | 1 de junho de 2018     | Estádio Atleti Azzurri d'Italia, Bérgamo | 0–0         | Egito          | 0      | Amistoso                 |
| 10. | 19 de junho de 2018    | Arena Mordovia, Saransk                  | 1–2         | Japão          | 0      | Copa do Mundo 2018       |
| 11. | 24 de junho de 2018    | Arena Kazan, Cazã                        | 3–0         | Polónia        | 0      | Copa do Mundo 2018       |
| 12. | 28 de junho de 2018    | Estádio de Samara, Samara                | 1–0         | Senegal        | 0      | Copa do Mundo 2018       |
| 13. | 3 de julho de 2018     | Arena Otkrytie, Moscou                   | (3) 1–1 (4) | Inglaterra     | 0      | Copa do Mundo 2018       |
| 14. | 7 de setembro de 2018  | Hard Rock Stadium, Miami Gardens         | 2–1         | Venezuela      | 0      | Amistoso                 |
| 15. | 11 de setembro de 2018 | MetLife Stadium, Nova Jérsia             | 0–0         | Argentina      | 0      | Amistoso                 |
| 16. | 11 de outubro de 2018  | Raymond James Stadium, Baía de Tampa     | 4–2         | Estados Unidos | 0      | Amistoso                 |
| 17. | 16 de outubro de 2018  | Red Bull Arena, Harrison                 | 3–1         | Costa Rica     | 0      | Amistoso                 |
| 18. | 22 de março de 2019    | Nissan Stadium, Nashville                | 1–0         | Japão          | 0      | Amistoso                 |
| 19. | 26 de março de 2019    | Seul World Cup Stadium, Seul             | 1–2         | Coreia do Sul  | 0      | Amistoso                 |
| 20. | 9 de junho de 2019     | Estádio Monumental "U", Lima             | 3–0         | Peru           | 0      | Amistoso                 |
| 21. | 15 de junho de 2019    | Arena Fonte Nova, Salvador               | 2–0         | Argentina      | 0      | Copa América de 2019     |
| 22. | 19 de junho de 2019    | Estádio do Morumbi, São Paulo            | 1–0         | Catar          | 0      | Copa América de 2019     |
| 23. | 28 de junho de 2019    | Arena Corinthians, São Paulo             | (4) 0–0 (5) | Chile          | 0      | Copa América de 2019     |
| 24. | 6 de setembro de 2019  | Hard Rock Stadium, Miami Gardens         | 2–2         | Brasil         | 0      | Amistoso                 |
| 25. | 10 de setembro de 2019 | Raymond James Stadium, Tampa             | 0–0         | Venezuela      | 0      | Amistoso                 |
| 26. | 12 de outubro de 2019  | Estádio José Rico Pérez, Alicante        | 0–0         | Chile          | 0      | Amistoso                 |
| 27. | 15 de outubro de 2019  | Stade Pierre-Mauroy, Villeneuve-d'Ascq   | 0–3         | Argélia        | 0      | Amistoso                 |
| 28. | 15 de novembro de 2019 | Hard Rock Stadium, Miami Gardens         | 1–0         | Peru           | 0      | Amistoso                 |
| 29. | 19 de novembro de 2019 | Red Bull Arena, Harrison                 | 1–0         | Equador        | 0      | Amistoso                 |
| 30. | 9 de outubro de 2020   | Estádio Metropolitano, Barranquilla      | 3–0         | Venezuela      | 0      | Elim. Copa do Mundo 2022 |
| 31. | 13 de outubro de 2020  | Estádio Nacional de Chile, Santiago      | 2–2         | Chile          | 0      | Elim. Copa do Mundo 2022 |
| 32. | 17 de novembro de 2020 | Estádio Rodrigo Paz Delgado, Quito       | 1–6         | Equador        | 0      | Elim. Copa do Mundo 2022 |

## Títulos
Atlético Nacional
- Copa Colômbia: 2012 e 2013
- Campeonato Colombiano: 2013 (Apertura), 2013 (Finalización), 2014 (Apertura) e 2015 (Finalización)
- Copa Libertadores da América: 2016
- Superliga da Colômbia: 2016

Galatasaray
- Süper Lig: 2023–24 e 2024–25
- Copa da Turquia: 2024–25
- Supercopa da Turquia: 2023

### Prêmios individuais
- 28º melhor jogador Sub-21 de 2016 (FourFourTwo)[8]
- Equipe ideal da Copa América: 2024